# نورمان لويد (رسام)
نورمان لويد (بالإنجليزية: Norman Lloyd)‏ هو رسام أسترالي، ولد في 16 أكتوبر 1895، وتوفي في 5 مارس 1983.